# Wilhelm Jerusalem
Wilhelm Jerusalem, född 1854, död i juli 1923 i Wien, var en österrikisk pedagog.
Jerusalem blev 1885 gymnasialprofessor och docent vid universitetet i Wien. 1920 blev han e.o. professor i filosofi och pedagogik vid universitetet. I anslutning till Fechner och Wundt bedrev han psykologiskt pedagogiska studier. Med Helen Keller Jerusalem hålls en korrespondens, han anses också upptäckare av litterära talang för dövblinda författare.
Bland hans skrifter märks Zur Reform des Unterrichts in der philosophischen Propädeutik (1885), Psychologische Sprachbetrachtung (1886), Lehrbuch der empirischen Psychologie (1888; fjärde upplagan 1907), Laura Bridgman (1890; andra upplagan 1901), Die urteilsfunktion (1895), Einleitung in die Philosophie (1899; fjärde upplagan 1909), Gedanken und Denker (1905), Wege und Ziele der Ästhetik (1906) och Unsere Mittelschule (1907).